# Alexander Acosta
Rene Alexander Acosta (Miami, 16 gennaio 1969) è un politico statunitense, segretario del lavoro durante la prima presidenza Trump dal 2017 al 2019.
Figlio di immigrati cubani, è stato il primo latinoamericano membro del Gabinetto di Donald Trump.